# Тибетський кутозуб
Тибетський кутозуб (Batrachuperus tibetanus) — вид земноводних з роду Гірський кутозуб родини Кутозубі тритони.

## Опис
Загальна довжина самців становить від 17,5—21,1 см, самиць — 17—19,7 см. Голова середнього розміру. Морда трохи закруглена. Тулуб кремезний. Ороговілості є пальцях та стопах. Хвіст доволі довгий. Забарвлення коливається від оливкового до темно-коричневого кольору з хаотично розкиданими темно-коричневими плямами.

## Спосіб життя
Полюбляє гірську місцину, швидкі потоки. Зустрічається на висоті 1500—4250 м над рівнем моря, частіше вище 3000 м. Веде водний спосіб життя, хоча в умовах високогір'я може зимувати на суші. Зазвичай зустрічається в струмках 1—2 м завширшки і 15-30 см завглибшки, де кутозуби в денний час тримаються під корчами і великими каменями. У присмерку або вночі виходить з укриттів на полювання. Живиться бокоплавами, водними комахами. Іноді виходить на суходіл, щоб перейти до іншої ділянки струмка, що лежить вище за течією, при цьому минаючи стремнини.
Розмножується один раз на рік з квітня по червень в залежності від висоти місцевості. За 1 раз відкладає 10—15 яєць (рідше 16—25) діаметром 3,7 мм у вигляді парних спіралеподібних мішечків. Яйця мають світло—жовтий колір. Протягом декількох діб може відкладати до 50 яєць. Самиця прикріплюються їх до поверхонь каменів і колод, зануреним у воду. Для нормального розвитку ембріонів необхідна проточна вода. Личинки розвиваються дуже довго, метаморфоз настає через 2—3 роки.

## Розповсюдження
Мешкає на північному заході провінції Сичуань, південному заході Ганьсу, півдні Шаньсі і північному сході Тибетського автономного району (Китай).